# 阿尔莫泽尔斯科耶农村居民点
阿尔莫泽尔斯科耶农村居民点（俄语：Сельское поселение Алмозерское）是俄罗斯联邦沃洛格达州维捷格拉区所属的一个农村居民点。其下辖有19个居民点，行政中心为沃洛科夫莫斯特。据2015年统计，该农村居民点的人口为809人。